# 321P/SOHO
321P/SOHO, komet Jupiterove obitelji. Predotkriven na snimkama 1. svibnja 1997..